# WORKS I
『WORKS I』（ワークス・ワン）は、日本の音楽プロデューサー・小林武史のベスト・アルバム。2008年11月26日にトイズファクトリーより発売された。

## 概要
通常盤のみの1形態で発売。自身によるセルフ・ライナーノーツと音楽ライター・小貫信昭によるライナーノーツが封入されている。アートディレクターは森本千絵。
小林武史ソロとしては19年ぶりとなるアルバム。小林が手がけた映画音楽を中心に選曲されている。2007年にMr.Childrenのライブツアーに帯同したことをきっかけに、キーボーディスト・コンポーザーとしての自分の原点と向き合ったことで生まれたアルバムであると小林は語っている。
自身がプロデュースしているSalyuのベスト・アルバム『Merkmal』と同時発売。このほかに、小林が音楽監督を務めた映画『スワロウテイル』のサウンドトラック『Swallowtail Butterfly Original Soundtrack』と、同映画に登場する架空のバンド・YEN TOWN BANDのアルバム『MONTAGE』、映画『リリイ・シュシュのすべて』のサウンドトラック『アラベスク』と、劇中に登場する架空のシンガーソングライター・Lily Chou-Chouのアルバム『呼吸』の4作品が復刻された。

## 収録曲
- 全作曲：小林武史

1. Theme Of Yen Town -Opening- [3:46]
  - 編曲：小林武史 / 弦編曲：小林武史・Tot Taylor・Derek Wadsworth

映画『スワロウテイル』サウンドトラック。
2. 手紙 [3:01]
  - 編曲・弦編曲：小林武史・四家卯大

映画『幸福な食卓』サウンドトラック。
2009年に発売されたBank Bandのシングル「奏逢 〜Bank Bandのテーマ〜」の元になった曲である[5]。
BRADBERRY ORCHESTRAの「手紙」としてもアレンジされている（詳細はネオコラ!東京環境会議参照）。
3. Old Market [2:37]
  - 編曲・弦編曲：小林武史・四家卯大

映画『地下鉄に乗って』サウンドトラック。
4. Gold Rush [4:41]
  - 編曲：小林武史 / 弦編曲：小林武史・Tot Taylor・Derek Wadsworth

映画『スワロウテイル』サウンドトラック。
5. かんしょの唄 [4:52]
  - 編曲・弦編曲：小林武史・四家卯大

映画『深呼吸の必要』サウンドトラック。
6. np [2:38]
  - 編曲・弦編曲：小林武史・四家卯大

ドキュメンタリー番組『NHKスペシャル 北極大変動』テーマソング。
タイトルは“ノース・ポール”（北極）の略[6]。
7. AYA [4:07]
  - 編曲・弦編曲：小林武史・四家卯大

映画『地下鉄に乗って』サウンドトラック。
8. 曇った朝 [2:02]
  - 編曲・弦編曲：小林武史・四家卯大

映画『幸福な食卓』サウンドトラック。
9. Dulcim [3:39] 
  - 編曲：小林武史

映画『リリイ・シュシュのすべて』サウンドトラック。
10. 時の雫 [3:39]
  - 編曲・弦編曲：小林武史・四家卯大

映画『地下鉄に乗って』サウンドトラック。
11. Heart Of HIO [4:08]
  - 編曲：小林武史 / 弦編曲：小林武史・Tot Taylor・Derek Wadsworth

映画『スワロウテイル』サウンドトラック。
MY LITTLE LOVERの楽曲「12月の天使達」の元になった曲である[7]。
12. 夕刻の部屋 [1:45]
  - 編曲：小林武史

映画『深呼吸の必要』サウンドトラック。
13. Sprit [3:07]
  - 編曲・弦編曲：小林武史・四家卯大

映画『幸福な食卓』サウンドトラック。
14. Tattoo [6:11]
  - 編曲：小林武史 / 弦編曲：小林武史・Tot Taylor・Derek Wadsworth

映画『スワロウテイル』サウンドトラック。
15. Sight [3:20]
  - 編曲：小林武史

映画『リリイ・シュシュのすべて』サウンドトラック。
16. Heart of Glico [4:13]
  - 編曲：小林武史 / 弦編曲：小林武史・Tot Taylor・Derek Wadsworth

映画『スワロウテイル』サウンドトラック。
17. Traveling Bus ～シフクノオトツアー Sound Track～ [2:07]
  - 編曲・弦編曲：小林武史・四家卯大

ライブツアー『Mr.Children Tour 2004 シフクノオト』のオープニングなどで使用された楽曲。今回が初音源化となる。
18. to U (Piano Version) [7:44]
  - 編曲・弦編曲：小林武史・四家卯大

TBS系列情報番組『筑紫哲也 NEWS23』テーマソング。
Bank Bandのシングル「to U」にも収録されている。

## 参加ミュージシャン
- 小林武史：Keyboards
- 吉田誠：Computer Programing (#9, #15)
- 安達練：Computer Programing (#1, #4, #9, #11, #14 - #16)
- 松本賢：Computer Programing (#1, #4, #11, #14, #16)
- 四家卯大ストリングス：Strings (#2, #3, #5 - #8, #10, #13, #17, #18)
- LONDON ROYAL PHILHARMONIE：Orchestra (#1, #4, #11, #14, #16)